# Tretospora himalayana
Tretospora himalayana är en svampart som beskrevs av R.K. Chaudhary & S.K. Singh 1996. Tretospora himalayana ingår i släktet Tretospora och familjen Parodiopsidaceae.   Inga underarter finns listade i Catalogue of Life.